# Gracilinanus agilis
Gracilinanus agilis e вид опосум от семейство Didelphidae. Видът обитава влажни тропични и субтропични гори в Перу, Боливия, Аржентина, Парагвай, Уругвай и Бразилия. Женските имат добре развит марсупиум. Наблюдавани са самки отглеждащи потомство от по 12 малки.